# Morten Sigmund Mageroy
Morten Sigmund Mageroy, también conocido como Sygmoon es un teclista noruego de metal, conocido por haber sido miembro de la banda de unblack metal, Antestor, desde el año 2000 hasta el año 2007 cuando dejó la banda para formar una nueva, llamada Merylia, también es conocido por haber participado en el EP Det Tapte Liv y el álbum The Forsaken como teclista de Antestor y haber aportado voces limpias, teclados y guitarra en el demo y EP de Vaakevandring.

## Discografía

### Álbumes
- 2005 - The Forsaken

### Ep e Demo
- 2004 - Det Tapte Liv EP

- 1998 - Demo 98-99
- 2004 - Vaakevandring EP

### Compilation
- 2000 - In The Shadow Of Death

- Datos: Q3863274